# アルバニアファシスト党
アルバニア・ファシスト党（アルバニア語: Partia Fashiste e Shqipërisë、イタリア語: Partito Fascista Albanese、略称：PFSh）は、アルバニアにおける政党。
イタリア王国の国家ファシスト党（PNF）を模したファシズム政党として1939年に結成され、1943年に大アルバニア防衛（アルバニア語: Garda e Shqipërisë së Madhe）及びアルバニア・ナチ党（アルバニア語: Parti Naziste të Shqipërisë）へと再編され、1944年頃に消滅した。

## 歴史

### アルバニア・ファシスト党
イタリアのアルバニア侵攻で保護領アルバニアが成立すると、ガレアッツォ・チャーノ外務大臣の支援を受けるアルバニア人政治家テフィク・セリムによってアルバニア・ファシスト党（PFSh）が結党された。PFShの組織はPNFと同一の系列および原則を採用しており、PNFの黒シャツ隊やリットリオ青年団に相当するアルバニア民兵やアルバニア・リットリオ青年団を持っていた。
PFShはアルバニア人の民族主義を背景に大アルバニアの実現を掲げてギリシャ人やセルビア人への敵意を煽り、また実際にイタリア帝国の領域拡大によってイピロスやコソボがアルバニア保護領に編入されている。他にPFShはある程度の反ユダヤ主義も持ち、アルバニアのユダヤ人は入党が禁止され、教育などのいくつかの職業からは排除された。
党員は1940年3月時点で13500名に留まったが、PFShはイタリア統治下のアルバニア保護領における事実上の指導政党であった。後年にアルバニア共産党の指導者となる政治家エンヴェル・ホッジャはPFShへの入党を拒否した為、教職を解雇されている。

### 大アルバニア防衛
1943年、共和主義のナショナリストであるPFShの政治家マリチ・ブシャティが保護領の首相に選出されると、ブシャティは敗北しつつあった枢軸国から距離を取るべくPFShを大アルバニア防衛（Garda e Shqipërisë së Madhe）に再編した。大アルバニア防衛はアルバニアの国旗にファシストのシンボルであるファスケスを「アルバニアの鷲」の両側に追加しつつ、アルバニア保護領の自治拡大を宗主国に対して主張した。

### アルバニア・ナチ党
同年にイタリアの休戦によって保護領アルバニアが消滅し、連合軍の侵入を警戒したドイツ軍が新たに進駐するなど政治情勢は一変した。ナチス親衛隊情報部(SD)のエルンスト・カルテンブルンナーは大アルバニア防衛をナチズムを掲げるアルバニア・ナチ党（Parti Naziste të Shqipërisë）に再々編した。ドイツによるアルバニアの支配は他の地域より緩やかで、保護領政府はユダヤ人への追放や殺害などの迫害を拡大せず、首相もアルバニア・ナチ党からは選出されないなど影響力は限定的だった。
1944年に入るとアルバニアは共産パルチザンとの内戦状態に陥り、アルバニア・ナチ党はアルバニアとコソボでホッジャ派と戦闘したが、ドイツ軍撤収後の1944年11月には消滅状態となった。また武装親衛隊内にアルバニア人兵士からなる第21SS武装山岳師団が組織されていたが、脱走兵が相次いだ事で1945年からはドイツ人兵士による師団となっている。